# حشرات جيفة
حشرات كاريون (بالإنجليزية: Carrion insects)‏ وتسمى أيضًا حشرات جيفة، هي تلك الحشرات المرتبطة ببقايا متحللة، تبدأ عمليات التحلل في غضون دقائق قليلة من الموت، تقدم البقايا المتحللة موقعًا مؤقتًا ومتغيرًا للموارد المركزة التي تستغلها مجموعة واسعة من الكائنات الحية، وغالبًا ما تكون المفصليات هي أول من يصل والمجموعة الاستغلالية السائدة، ومع ذلك، لن يكون لجميع المفصليات الموجودة على البقايا المتحللة أو بالقرب منها دور نشط في عملية التحلل.

## الأدوار البيئية
توصف الحشرات كاريون عادة على أساس دورها البيئي، أربعة أدوار موصوفة بشكل شائع هي:
1. آكل الجيف (القمام)
2. المفترسة والطفيليات من آكل الجيف
3. القارتة
4. العرضيات (المغامر)

### صنف آكل الجيف

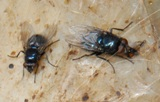
آكل الجيف بروتوفورميا-تيرانوفا

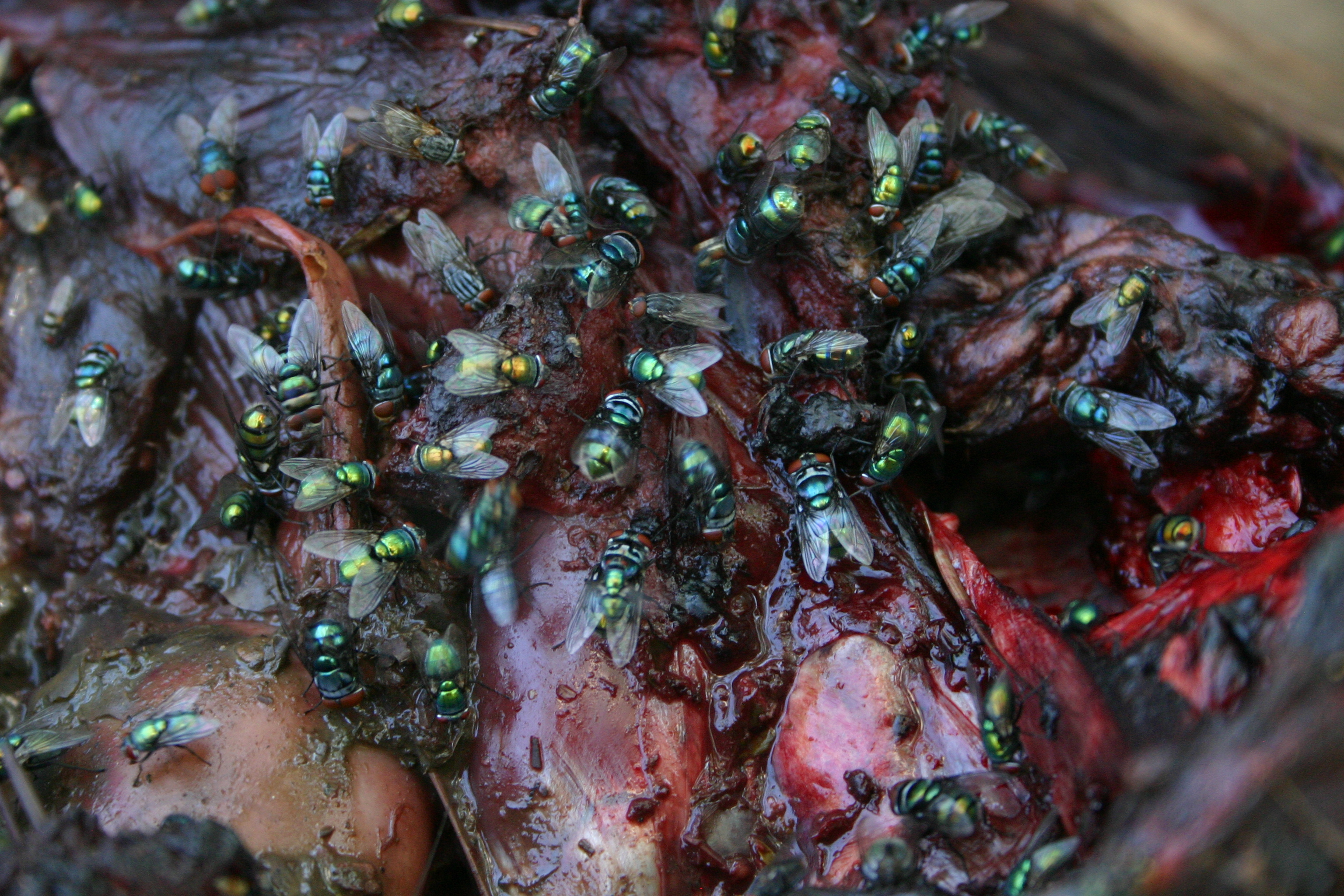
ذوات الجناحين، ذباب اللحم، ذباب المنزل على جثة جديدة من إحدى حيوانات القوارض

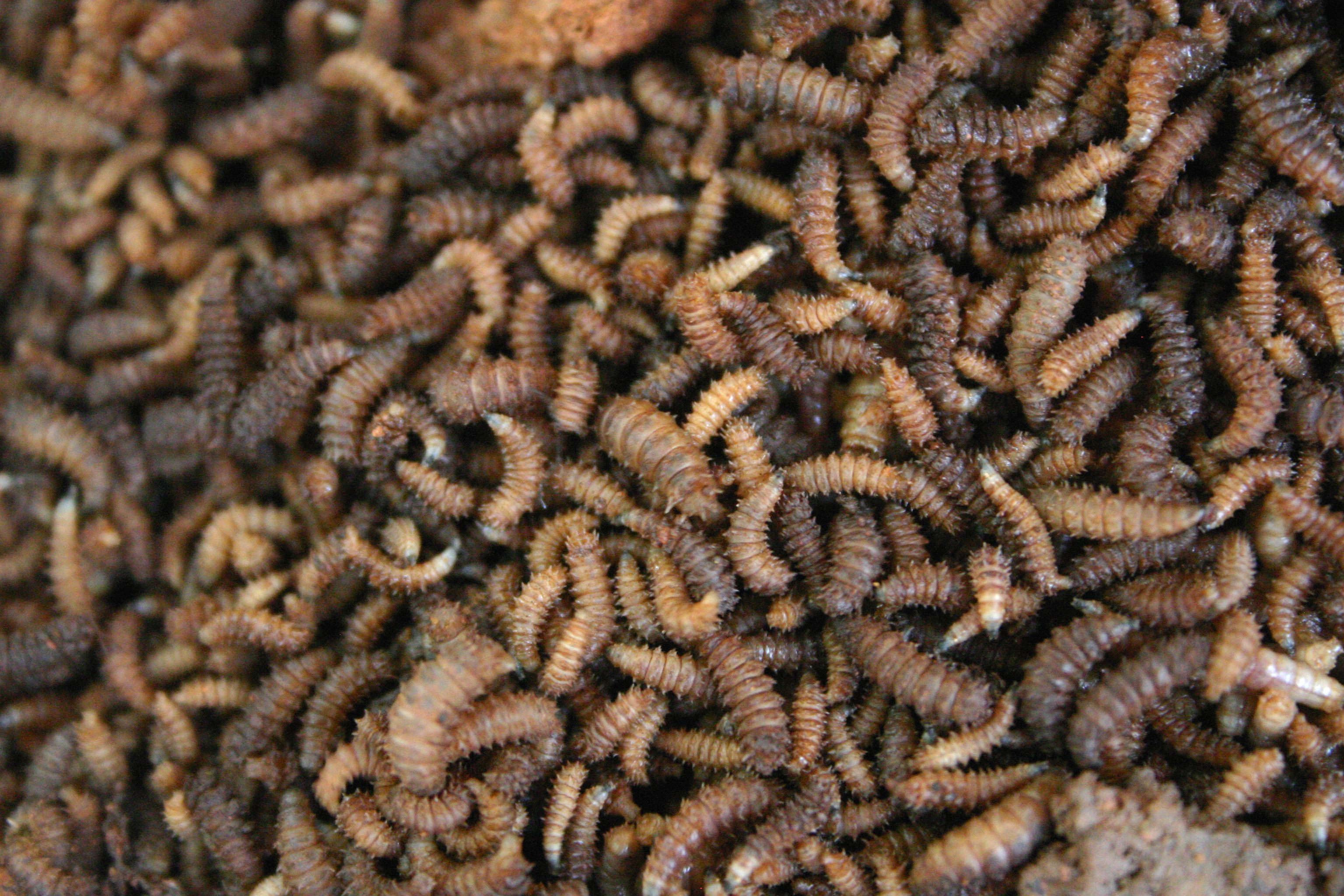
خوتعيات على جثة قديمة لحيوان من القوارض من 5 أيام

آكل الجيف أو القمام هي الحشرات/المفصليات التي تتغذى مباشرة على البقايا، أو السوائل المنبعثة من البقايا أثناء عملية التحلل، يشمل هذا التصنيف البيئي العديد من الأنواع من رتبة ذوات الجناحين (الذباب الحقيقي) من عوائل الذباب الأزرق وذباب اللحم، وبعض الأنواع من رتبة غمدية الأجنحة (الخنافس)، على الرغم من اختلاف أنواع المفصليات الموجودة في البقايا حسب الموقع الجغرافي، فإن بعض الأمثلة على أنواع الطفيليات الشائعة هي خوتع فيسينا وذبابة الضربة السوداء وذبابة الزجاجة الزرقاء وذبابة الزجاجة الخضراء.
الذباب الأزرق غالبًا ما يكونون أول من يصل ويستعمر في موقع متحلل، تتطور هذه الأنواع من البيض الموضوعة مباشرة على الجثة وتستكمل دورة حياتها على البقايا أو بالقرب منها، ولهذا السبب، يعتبر آكل الجيف الأكثر أهمية بالنسبة لتقديرات الفاصل التالي للوفاة، المستعمرون الأوائل ذوو الأهمية الكبرى هم من عائلة الذباب الأزرق وذباب اللحم والذباب المنزلى، حيث أن هذه هي عادة الحشرات الأولى التي تضع البيض في بقايا.
تتميز المرحلة الجديدة من التحلل بوصول الذباب الأزرق والذباب اللحمي، ينجذب الذباب الأزرق بشدة أيضًا خلال مرحلة التحلل، ويشارك العديد من ذوات الجناحين، وخاصة أشكال اليرقات، في إزالة المواد من الجثة، ولكن ليس بكمية ملحوظة، تنجذب بشدة الأنواع النافرة من غمدية الأجنحة خلال المرحلة النشطة من التحلل.

### صنف الحيوانات المفترسة والطفيليات من آكل الجيف

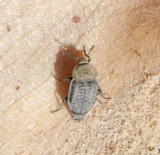
خنفساء الجيف الشمالي، عائلة الخنافس آكلة الجيف

يشمل هذا الدور تلك الحشرات التي تتغذى على أو تتصرف كطفيليات من أنواع آكل الجيف، لا تتغذى هذه الحشرات مباشرة على البقايا المتحللة أو سوائلها، لكنها تعتبر ثاني أهم دور بيئي في الطب الشرعي، تشمل الحيوانات المفترسة من آكل الجيف فصائل من عائلات غمدية الأجنحة (الفصيلة الخنافسية)، الدرقيات(خنافس الجيف) وخنفساء رواغة (خنافس روف)، قد تشمل الطفيليات أنواعًا من الدبابير الطفيلية، من صنف غشائيات الأجنحة (عائلة البراكيدات).
قد تبدأ بعض أنواع الخوتعيات في تطور اليرقات في الدور آكل الجيف، وتتغذى مباشرة على البقايا، ولكنها تصبح سابقة في مراحل اليرقات اللاحقة، يتم سرد هذه الأنواع على أنها مصابة بالفصام، ويتم تضمينها في الدور البيئي للحيوانات المفترسة والطفيليات.
غالبية الخنافس الموجودة في البقايا موجودة كحيوانات مفترسة ليرقات الخوتعيات، ولا تهتم مباشرة بإزالة مواد الجثة، قد تصل الخنافس السابقة إلى موقع البقايا في وقت مبكر من مرحلة التحلل الانتفاخي، عندما يكون هناك جاذبية قوية لفرائسها القمامة، قد تبقى بعض هذه الأنواع أيضًا أثناء الانحلال النشط، خلال المرحلة المتقدمة من الانحلال، توجد زيادة في تلك الحشرات التي تكون سابقة للطفيل و/أو الطفيلية على خنافس آكل الجيف.

### صنف الحشرات القارتة
تتغذى الأنواع القارتة على بقايا التحلل وكذلك الحشرات الأخرى المرتبطة بالجيف، وعادةً ما تكون أنواعًا ضارة، يمكن أن تبطئ أعداد كبيرة من الحشرات القارتة معدل إزالة مواد الجثة من خلال استنفاد عدد يرقات أكلة الجيف، تشمل هذه الفئة أنواع النمل والدبابير وبعض أنواع الخنافس الجيفة.

### صنف عرضيات (مغامر)
قد تلعب أو لا تلعب الأنواع المغامرة دورًا مهمًا في تحلل البقايا، لا تنجذب المفصليات في هذا الدور البيئي بالضرورة إلى تحلل البقايا، بل تستخدمه امتدادًا لموائلها الطبيعية، تنشأ الأنواع المغامرة داخل الغطاء النباتي والتربة المحيطة ببقايا متحللة، قد تزور هذه الحشرات البقايا من وقت لآخر، أو تستخدمها للتمويه، ولكن لا يمكن حساب وجودها إلا عن طريق الصدفة، قد تصبح أيضًا مفترسة للأنواع آكلة الجيف الموجودة في البقايا، تشمل الأنواع قافزات الذيل، الحريشة والعناكب.
يوضح الرسم البياني أدناه العلاقة بين كل دور إيكولوجي وموقع اضمحلال البقايا.

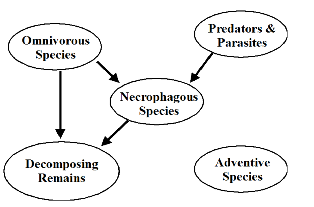
علاقات المستوى الغذائي بين الأدوار البيئية للحشرات الجيفة، صورة مقتبسة من سميث (1986).

## أدوار بيئية مكثفة
يمكن وصف الأدوار البيئية الموضحة أعلاه في تصنيفين رئيسين:
1. حشرات بيئية آكلة الجثة على نحو لائق
2. حشرات بيئية تعسفية آكلة للجثة

### حشرات بيئية آكلة الجثة على نحو لائق
يتكون هذا التصنيف من حشرات آكلة الجيف التي تستخدم بقايا التحلل كبيئة دائمة ضرورية لحياتهم ونموهم، وتشمل الحشرات الجيفة والحشرات التي تتغذى على نفسها.

### حشرات بيئية تعسفية آكلة للجثة
بعض الحشرات أو المفصليات تزور مواقع الجيف، لكن لا تستعمرها، يتكون هذا التصنيف من تلك الحشرات التي لا تزال بقاياها المتحللة سمة دائمة للتنمية، التخصص الغذائي المغامر يقع في هذه الفئة.

## أهمية الطب الشرعي
سيتم جذب كل مجموعة أو نوع من الحشرات لتتحلل البقايا في مراحل مختلفة من التحلل، لأن التغييرات داخل البقايا تؤدي إلى توافر موارد مختلفة، يشار إلى الترتيب الذي يمكن التنبؤ به والذي تنجذب إليه مجموعات الحشرات الموصوفة أعلاه ويلاحظ على الرفات كنموذج تتابع، ويمكن استخدامه في تحقيقات الطب الشرعي لتقدير الفاصل التالي للوفاة أو الوقت منذ الوفاة، هذه الطريقة لتقدير الفترة ما بعد الوفاة، وهي مفيدة للغاية في المراحل اللاحقة من التحلل.
الطريقة الثانية لتحديد فترة ما بعد الوفاة، في المراحل المبكرة من التحلل، عن طريق أدلة الحشرات تستخدم معدل تطور استعمار المفصليات، عادةً ما يتم تطبيق هذه الطريقة على آكل الجيف، لأنها غالبًا ما تكون أول من يستعمر وترتبط بالبقايا لأطول فترة، تعتبر معدلات التطوير مفيدة فقط في التحقيقات الجنائية حتى يكمل الجيل الأول الجديد التطوير ويترك البقايا.